# Johnny Kotz
John P. Kotz, detto Johnny (Rhinelander, 27 marzo 1919 – Madison, 8 maggio 1999), è stato un cestista statunitense, professionista nella NBL.

## Carriera
Ha vinto il titolo NCAA 1941 con la maglia dei Wisconsin Badgers, venendo inoltre nominato Most Outstanding Player del torneo.
Nella stagione 1945-46 ha giocato nei Sheboygan Red Skins nella National Basketball League.

## Palmarès
- Campione NCAA (1941)
- NCAA Final Four Most Outstanding Player (1941)